# Chiesa dei Santi Giusto e Pastore
La Chiesa di San Giusto e San Pastore è la chiesa parrocchiale del comune francese di Sorgeat nel Dipartimento dell'Ariège nella regione dell'Occitania.

## Storia
La chiesa è stata consacrata intorno al 1080, e secondoalcuni, fu costruita dall'architetto Eliseo da Vichy. All'interno vi sono vari arredi e vetrate, e la croce, che fu aggiunta fra i monumenti storici della francia.Inoltre vi è un campanile a vela con due campanelle.